# Sami Rebez
Sami Rebez (arab. ‏سامي ربيز‎; ur. 12 września 1960) – libański narciarz alpejski, uczestnik Zimowych Igrzysk Olimpijskich 1980 w Lake Placid.
Rebez na igrzyskach w 1980 roku w Lake Placid wziął udział w dwóch konkurencjach, jednak żadnej nie ukończył.
Rebez nigdy nie wziął udziału w mistrzostwach świata.
Rebez nigdy nie wystartował w zawodach Pucharu Świata.

## Osiągnięcia

### Zimowe igrzyska olimpijskie
| Igrzyska         | Konkurencja   | Czas | Wynik | Zwycięzca        |
| ---------------- | ------------- | ---- | ----- | ---------------- |
| Lake Placid 1980 | Slalom gigant | -    | DNF   | Ingemar Stenmark |
| Lake Placid 1980 | Slalom        | -    | DNF   | Ingemar Stenmark |